# 西蒙與舒斯特
西蒙與舒斯特（英語：Simon & Schuster）是派拉蒙全球旗下的公司，於1924年由理查德·西蒙和麥斯·林肯·舒斯特在紐約創立，是美國的六大出版商之一，與兰登书屋、企鹅出版集团等齊名。

## 历史

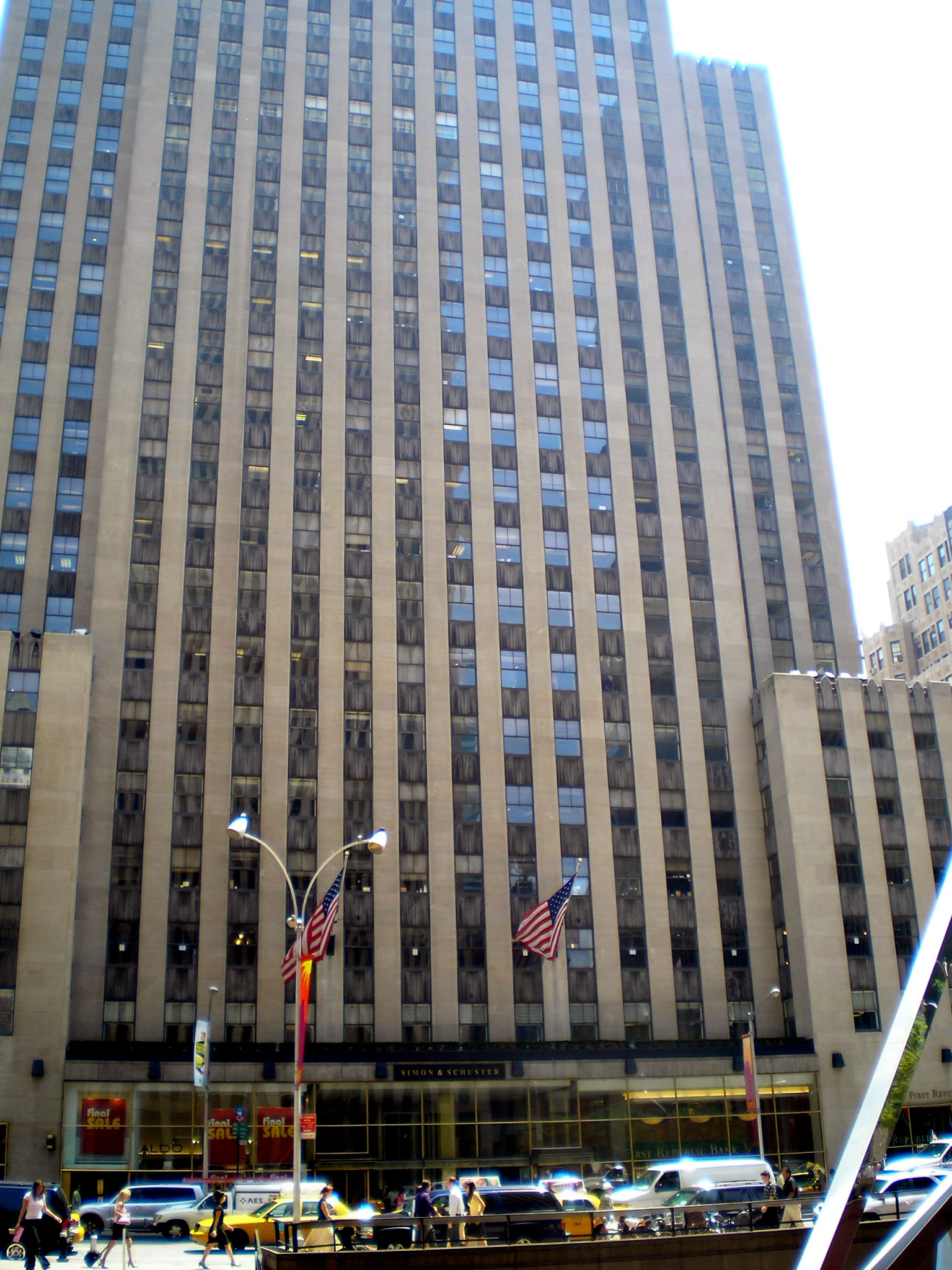
位於紐約市洛克斐勒中心第六大道1230號的總部

2012年下半年，曾傳出新聞集團有意收購西蒙與舒斯特，打算與旗下的哈珀柯林斯合併成為美國第二大出版商。
西蒙與舒斯特的商標取自十九世紀法國畫家尚-法蘭索瓦·米勒的畫作《播種者》。

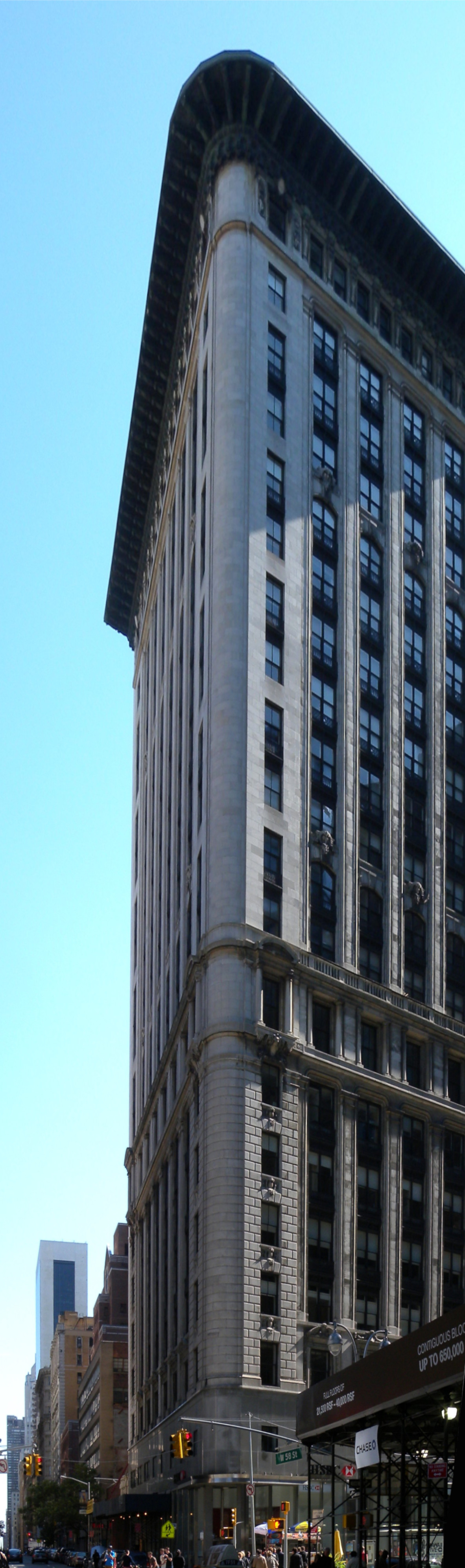
20世紀中期位於百老匯的總部

2021年冲击美国国会大厦事件中美國聯邦參議員喬什·霍利被指煽動示威者衝擊國會，西蒙與舒斯特以此為由取消他的新書《科技巨頭的暴政》（The Tyranny of Big Tech）出版，霍利批評這是奧威爾式的行為，而且違反美國憲法第一修正案。

## 外部連結
- 官方网站
- Simon & Schuster on VYou